# Campionati oceaniani di triathlon long distance del 2009
I Campionati oceaniani di triathlon long distance del 2009 si sono tenuti a Huskisson in Australia, in data 22 febbraio 2009.
Tra gli uomini ha vinto l'australiano Pete Jacobs, mentre la gara femminile è andata all'australiana Pip Taylor.

## Risultati

### Élite uomini
| Pos. | Nome            | Paese     | Nuoto    | Bici     | Corsa    | Totale   |
| ---- | --------------- | --------- | -------- | -------- | -------- | -------- |
|      | Pete Jacobs     | Australia | 00:36:23 | 02:01:51 | 01:09:15 | 03:49:23 |
|      | Craig Alexander | Australia | 00:39:01 | 02:03:30 | 01:06:38 | 03:51:06 |
|      | Michael Murphy  | Australia | 00:36:23 | 02:03:15 | 01:10:32 | 03:51:55 |
| 4    | Aaron Farlow    | Australia | 00:39:10 | 02:03:12 | 01:09:07 | 03:53:38 |
| 5    | Jimmy Johnsen   | Danimarca | 00:41:00 | 02:01:31 | 01:10:39 | 03:55:18 |
| 6    | Simon Thompson  | Australia | 00:39:03 | 02:03:32 | 01:12:11 | 03:56:46 |
| 7    | Brett Mckeown   | Australia | 00:36:21 | 02:03:08 | 01:15:19 | 03:56:51 |
| 8    | Paul Matthews   | Australia | 00:36:21 | 02:03:14 | 01:16:32 | 03:58:00 |
| 9    | Boyd Conrick    | Australia | 00:39:08 | 02:03:33 | 01:14:31 | 03:59:13 |
| 10   | Jason Crowther  | Australia | 00:39:05 | 02:03:36 | 01:15:17 | 03:59:54 |
| 11   | Bryan Keane     | Irlanda   | 00:43:19 | 02:09:04 | 01:06:51 | 04:01:43 |
| 12   | Peter Loveridge | Australia | 00:41:19 | 02:09:23 | 01:10:52 | 04:03:49 |
| 13   | Adam Holborow   | Australia | 00:40:25 | 02:04:18 | 01:17:56 | 04:04:42 |
| 14   | Steven Waite    | Australia | 00:43:26 | 02:07:40 | 00:00:00 | 04:07:17 |
| 15   | Chris Dmitrieff | Australia | 00:46:18 | 02:09:05 | 01:10:38 | 04:08:29 |
| 16   | Paul Wiedersehn | Austria   | 00:39:04 | 02:05:01 | 01:22:23 | 04:08:46 |
| 17   | Michael Cupitt  | Australia | 00:39:09 | 02:03:23 | 01:27:42 | 04:12:28 |
| 18   | Felix Schumann  | Germania  | 00:38:59 | 02:16:23 | 01:15:00 | 04:12:47 |
| 19   | Courtney Ogden  | Australia | 00:39:20 | 02:15:30 | 01:18:02 | 04:16:03 |
| 20   | Paul Wisniewski | Australia | 00:41:21 | 02:09:28 | 01:24:08 | 04:17:09 |
| 21   | Jan Francke     | Rep. Ceca | 00:38:51 | 02:17:42 | 01:20:17 | 04:19:00 |
| 22   | Ben Howard      | Australia | 00:44:27 | 02:10:48 | 01:21:43 | 04:19:31 |
| 23   | Tim Berkel      | Australia | 00:40:26 | 02:02:05 | 01:53:49 | 04:38:27 |

### Élite donne
| Pos. | Atleta                 | Paese       | Nuoto    | Bici     | Corsa    | Totale   |
| ---- | ---------------------- | ----------- | -------- | -------- | -------- | -------- |
|      | Pip Taylor             | Australia   | 00:40:19 | 02:19:18 | 01:20:43 | 04:22:31 |
|      | Lisa Marangon          | Australia   | 00:43:28 | 02:13:17 | 01:26:15 | 04:25:32 |
|      | Amelia Pearson         | Australia   | 00:43:32 | 02:19:34 | 01:22:41 | 04:27:56 |
| 4    | Melissa Vandewater     | Australia   | 00:46:30 | 02:17:54 | 01:24:00 | 04:30:38 |
| 5    | Alison Coyle           | Australia   | 00:43:37 | 02:24:55 | 01:21:19 | 04:32:14 |
| 6    | Anne Basso             | Stati Uniti | 00:50:00 | 02:20:39 | 01:20:17 | 04:34:07 |
| 7    | Nicole Ward            | Australia   | 00:43:34 | 02:26:19 | 01:21:56 | 04:34:21 |
| 8    | Charlotte McShane      | Australia   | 00:47:44 | 02:20:43 | 01:26:20 | 04:37:02 |
| 9    | Mignon-Juliane Vatlach | Germania    | 00:42:38 | 02:30:25 | 01:34:24 | 04:50:10 |
| 10   | Anne Fallows           | Regno Unito | 00:53:07 | 02:30:39 | 01:23:56 | 04:50:58 |